# Robert Ier de Meulan
Pour les articles homonymes, voir Robert de Beaumont et Robert Ier.
Robert de Beaumont et à partir de 1081 Robert Ier de Meulan (vers 1046 – 5 juin 1118), comte de Meulan et 1er comte de Leicester, fut un important baron anglo-normand, l'un des compagnons de Guillaume le Conquérant. Sa carrière militaire fut longue puisqu'il combattit en 1066 à la bataille d'Hastings et mena un raid sur Paris en 1111. Son élévation commença surtout avec le roi d'Angleterre Guillaume le Roux qui en fit un de ses principaux conseillers laïcs. Il conserva cette place sous le règne de Henri Ier dont il était l'ami et le principal appui.

## Biographie

### Sous le règne de Guillaume le Conquérant
Il est le fils aîné de Roger de Beaumont († 1094), seigneur de Pont-Audemer et Beaumont, et petit-fils d'Onfroy de Vieilles, il appartient à l'un des plus importants lignages du duché de Normandie. Sa mère est Adeline de Meulan († 1081), comtesse de Meulan à partir de 1077. Il atteste plusieurs chartes ducales avant la conquête normande de l'Angleterre, la plus ancienne datant de 1055. Il est donc assez probablement majeur au moment où débute l'invasion de l'Angleterre.
En 1066, pour sa première bataille, il combat à la bataille d'Hastings. Selon Guillaume de Poitiers, il commande un groupe de chevaliers sur l'aile droite et signe de nombreux exploits.
Il n'obtient pas d'importantes concessions de terres en Angleterre. Ses revenus à la rédaction du Domesday Book sont seulement de 255 livres sterling, ce qui en fait un propriétaire terrien de troisième rang,. C. Warren Hollister propose comme explication que la conquête intervient à un changement de génération dans la famille de Beaumont. Roger était âgé et peu intéressé par l'Angleterre, et Robert avait été armé chevalier peu de temps avant l'invasion. Guillaume le Conquérant n'était pas prêt à confier à un jeune homme un territoire important, surtout dans l'incertitude de l'après conquête, alors que l'Angleterre n'est pas encore sous contrôle.
Après la conquête et durant le reste de la vie de son père, il cherche sa fortune en Angleterre, même après avoir hérité du comté de Meulan à la mort de sa mère en 1081[réf. nécessaire]. En dépit de sa taille modeste, le comté de Meulan revêt une importance stratégique par sa situation entre Paris et le duché de Normandie. Cet héritage renforce la position de Robert à la cour de Guillaume le Conquérant qui, dans sa lutte contre le roi capétien, sait toute l'importance de compter le comte de Meulan parmi ses fidèles. Il existe quelques indices qui laissent penser qu'il est proche de Robert Courteheuse, le fils aîné du Conquérant. Il ne participe pas à sa rébellion en 1078, mais il est mentionné parmi ceux qui tentent de persuader le père de faire un compromis avec son fils.

### Sous le règne de Guillaume le Roux
Dès les années 1080, le comte de Meulan et son jeune frère Henri font partie de l'entourage du deuxième fils de Guillaume le Conquérant, Guillaume le Roux. En 1087, ce dernier lui succède sur le trône d'Angleterre. Les deux Beaumont peuvent espérer beaucoup de ce changement de souverain. C'est surtout le frère cadet qui profite des largesses royales puisqu'il reçoit un comté centré sur Warwick. Étonnamment, parmi les domaines concédés, beaucoup étaient référencées comme appartenant à Robert dans le Domesday Book. Le comte de Meulan semble avoir accepté, au terme d'un arrangement familial, de renoncer à certaines terres au profit de son cadet. Ou peut-être était-il simplement le gardien de ces terres, dont certaines avaient assurément été en possession de son père par le passé. Le roi le récompense plus tard avec des biens dans le Norfolk, le Berkshire et le Dorset.
Entre 1087 et 1093, Robert de Beaumont passe la majeure partie de son temps en France, à sécuriser son héritage. Il figure aussi dans l'entourage du nouveau duc de Normandie Robert Courteheuse, ravi de disposer d'un homme influent à la fois dans le duché et en Île-de-France. Pourtant, en 1088, Robert est parmi les témoins quand le roi d'Angleterre donne à l'abbaye Saint-Étienne de Caen le manoir de Cocre dans le Somerset.
En 1090, un événement brouille les deux hommes : Robert de Meulan revendique la possession du château d'Ivry car il est selon lui une dépendance du château de Brionne, que son père a précédemment obtenu du duc Robert. Ce dernier, poussé par un groupe de courtisans hostiles au Beaumont, l'emprisonne et s'empare de Brionne. Après de délicates négociations, le père obtient la libération de son fils. Cet incident pousse Robert de Meulan à se rapprocher davantage des opposants au duc de Normandie, au rang desquels figurent le roi d'Angleterre et son jeune frère Henri Beauclerc. Selon Eadmer de Cantorbéry, en 1093 Robert est parmi les principaux conseillers royaux de Guillaume le Roux. Orderic Vital le décrit comme étant son principal conseiller en 1098. Il joue un rôle important dans le conflit du roi avec Anselme de Cantorbéry (1097) et dans ses campagnes militaires en France.
En 1094, le vieux Roger de Beaumont meurt. Son fils reprend la succession de ses importantes terres normandes qui comprennent notamment les châteaux de Pont-Audemer, Brionne et Beaumont. Il est présent à la partie de chasse dans la New Forest qui voit la mort accidentelle de Guillaume le Roux.

### Sous le règne d'HenriIer
La mort de Guillaume le Roux entraîne en Normandie une flambée de violence. Guillaume, comte d'Évreux et Raoul de Conches mènent un raid dans les terres normandes de leur ennemi Robert de Meulan, et en tirent un important butin. Ils lui reprochent l'influence qu'il avait sur le défunt roi. Pendant ce temps, le comte de Meulan fait allégeance à Henri Ier d'Angleterre, qu'il a accompagné à Westminster pour son couronnement. De son vivant, il est le témoin le plus fréquent de ses chartes et son plus proche conseiller. Alors que Roger de Salisbury dirige l'administration royale, l'influence de Robert s'exerce sur la politique, la diplomatie et la loi. Son rôle primordial se manifeste dès 1101 à la veille du débarquement en Angleterre de Robert Courteheuse, duc de Normandie. Henri, fraîchement monté sur la trône, est menacé par la désertion de ses barons au profit de son frère aîné. Robert de Meulan lui conseille de satisfaire les désirs des grands du royaume le temps que l'orage passe :
« Nous [...], auxquels Dieu a confié le soin de l'intérêt commun, nous devons chercher de toutes parts ce qui peut contribuer au salut du royaume ainsi qu'à celui de l'Église du Seigneur. Que notre premier soin ait pour but de vaincre pacifiquement par la grâce de Dieu, de manière que, sans effusion de sang chrétien, nous puissions obtenir la victoire et maintenir dans la sérénité de la paix un peuple fidèle. [...] Portez des paroles bienveillantes à tous vos chevaliers, caressez tous vos enfants comme un bon père, gagnez chacun par des promesses, accordez tout ce qu'on vous demande, et par ces moyens conciliez-vous habilement tous les cœurs. Si l'on vous demande Londres ou bien York, n'[hésitez] pas à promettre de grandes choses, comme il convient à la munificence royale. En effet, il vaut mieux donner une petite partie du royaume que vous exposer à voir la multitude de vos ennemis vous arracher la victoire et la vie. Lorsque, avec l'aide de Dieu, nous serons parvenus heureusement au terme de cette affaire, nous vous donnerons d'utiles conseils pour ressaisir les domaines que de téméraires déserteurs de votre cause auraient usurpés pendant la guerre. »
Il profite largement du succès du roi après le traité d'Alton. Celui-ci décide de faire de lui un des plus importants propriétaire terrien de pays. Il est notamment encouragé à conserver les terres du Leicestershire de Yves de Grandmesnil qu'il avait reçu en gage pour quinze ans contre 500 £. Il possède alors à peu près ce qui sera connu plus tard comme l'honneur de Leicester. Il devient l'un des principaux propriétaires terriens en Angleterre, avec des possessions particulièrement importantes dans les Midlands.
Détenteurs également d'importantes terres normandes, Robert s'inquiète des désordres qui reprennent en Normandie sous le règne du duc Robert. Il finit par suppléer les défaillances ducales en arbitrant lui-même les querelles entre les principaux aristocrates de la région. C'est ainsi qu'il résout la crise de succession à la tête de l'honneur de Breteuil en appuyant Eustache de Breteuil, le beau-fils d'Henri Ier. Ensuite, il convainc Raoul II de Tosny de faire hommage à Henri Ier pour ses terres anglaises. Enfin, il se réconcilie avec le comte Guillaume d'Évreux. Il construit ainsi un réseau local de soutien au roi d'Angleterre au centre de la Normandie.
En 1104, il accueille Henri Ier en Normandie. Il joue un rôle primordial en y faisant avancer la cause du roi, et en sapant celle du duc Robert Courteheuse, avec qui il a depuis l'incident de 1090 des relations tendues. En 1106, il commande une division à la bataille de Tinchebray qui voit Henri Ier conquérir le duché de Normandie. C'est probablement à la suite de cette victoire que Robert est nommé comte de Leicester.
Selon l'historien britannique David Crouch, « en 1107, le comte Robert de Meulan était sans aucun doute le plus grand des sujets du royaume anglo-normand, un homme d'une influence et d'une puissance incomparable ». Toujours selon Crouch, « sa connexion avec le roi était si étroite qu'il était chargé […] d'être le porte-parole des vues et avis royaux, particulièrement dans les circonstances où une opposition était probable ». Autour de 1100, son mariage avec Élisabeth (ou Isabelle) de Vermandois, nièce de Philippe Ier de France et petite-fille de Herbert, dernier comte carolingien du Vermandois le lie à une famille de sang royal et impérial. Par cette union, il recueille aussi l'honneur d'Elbeuf-sur-Seine. Au total, les possessions du comte s'étalaient sur trois royaumes ou principautés et couraient de la rive sud du Trent dans le comté de Nottingham à la rive droite de la Seine à Paris (quartier de la Grève).
Proche conseiller du roi Henri, Robert s'implique dans les questions ecclésiastiques du royaume à tel point que le pape Pascal II l'excommunie nommément en mars 1105 pour sa participation active dans le conflit entre Henri Ier et l'archevêque de Cantorbéry Anselme. Il joue toutefois un rôle décisif en aidant à trouver un compromis avec Anselme en 1106, et en convainquant le roi de respecter cet accord, de modérer les taxes ecclésiastiques et de rendre aux églises les terres confisquées. En 1109, il essaie de persuader Thomas, archevêque d'York, de faire acte d'obédience à l'archevêché de Cantorbéry. Âgé de plus de soixante-six ans, il tente la même manœuvre avec Thurstan, le successeur de Thomas en 1116. Sa dernière apparition datable à la cour royale se situe en février 1116.
L'histoire de Robert se déroule aussi en France. En 1109, le roi capétien Louis VI ravage le comté de Meulan car son détenteur est un allié de son ennemi Henri Beauclerc. Le comte reconstruit le château de Meulan puis attaque en représailles Paris en 1111. L'Île de la Cité est tellement endommagée que d'importantes reconstructions sont nécessaires.
Selon Henri de Huntingdon, il meurt de honte en 1118 après que sa femme se soit enfuie avec Guillaume II de Warenne, 2e comte de Surrey. Selon le chroniqueur, il meurt sans avoir reçu l'absolution, ayant refusé de rendre les domaines ecclésiastiques qu'il avait saisis.
Il est inhumé à Saint-Pierre de Préaux, monastère restauré par son père.

## L'élaboration d'un modèle aristocratique
Robert de Meulan appartient à la première génération de la noblesse anglo-normande. En conséquence, il dut construire une image de soi qui exprimait sa nouvelle puissance et faire face aux contraintes qu'impliquait la gestion de territoires dispersés.
Si, en tant que bienfaiteur des établissements ecclésiastiques (il fonde notamment les collégiales Saint-Mary de Castro à Leicester et Saint-Nicolas à Meulan), il s'inscrit dans la lignée de ses prédécesseurs, Robert apporte quelques innovations. Contraint d'exercer le contrôle sur des officiers distants qu'il ne voyait pas parfois pendant des années, il ébaucha une centralisation administrative à travers la mise en place d'un Échiquier. Cette création s'inspire en réalité des méthodes d'administration royale. De même, à l'image de la Cour, Robert s'entoure d'une batterie complète d'officiers : intendant, bouteiller, chambellan, maréchal, connétable. Dans les actes, les chapelains et les clercs du comte utilisent des procédures pratiquées dans la chancellerie royale anglaise. Ces différentes nouveautés sont sûrement motivés par un souhait d'améliorer l'administration. Il faut aussi y voir, à la suite de David Crouch, la volonté de se différencier des autres nobles en copiant des images du pouvoir issues de la cour royale. Conscient de son nouveau rang, Robert de Meulan s'attache à imiter les plus grands. Cet objectif se vérifie dans le sceau même du comte. Par ses deux faces, il reprend des modèles prestigieux, ceux d'Édouard le Confesseur, de l'empereur germanique et de Guillaume le Conquérant.

## Portrait
Il eut une longue carrière militaire. Il est le seul homme à combattre à la fois à Hastings (1066) et à Tinchebray (1106).
C'est à Robert qu'est attribué le gouvernement moins agressif et ostentatoire, et plus conciliant d'Henri Ier. Pour Henri de Huntingdon, Robert, bien que particulièrement avide, était l'homme le plus sage de toute la chrétienté en affaires séculières, et l'arbitre de la paix et de la guerre entre l'Angleterre et la France. Guillaume de Malmesbury le décrit comme un défenseur de la justice dans les cours, et un architecte de la victoire à la guerre.

## Mariages et descendance
En 1096, il épouse en premières noces Élisabeth (ou Isabelle) de Vermandois (1085-1131), dame d'Elbeuf, fille de Hugues Ier, et d'Adélaïde de Vermandois. D'après Guillaume de Malmesbury, ils auraient eu trois fils et trois filles :
1. Adeline (1102), fiancée un temps à Amaury de Montfort. Elle épouse finalement Hugues IV de Montfort-sur-Risle[5] ;
2. Galéran (1104-1166), comte de Meulan, jumeau de Robert. Fils aîné ;
3. Robert (1104-1168), 2e comte de Leicester, jumeau de Galéran ;
4. Hugue (né vers 1106), 1er comte de Bedford ;
5. Aubrée, mariée à Hugues II de Châteauneuf-en-Thimerais, fils de Gervais ;
6. Mathilde, mariée à Guillaume Louvel, fils d'Asselin, seigneur d'Ivry ;
7. Isabelle, maîtresse de Henri Ier, roi d'Angleterre, ensuite mariée à Gilbert de Clare, 1er comte de Pembroke, puis à Hervé de Montmorency, constable d’Irlande.